# El espejo ciego
El espejo ciego (título original en alemán, Der blinde Spiegel) es un relato corto del escritor austriaco Joseph Roth, publicado en Berlín en 1925 por Johann Heinrich Wilhelm Dietz Nachf. Narra la historia de una joven que no tiene suerte con los hombres y acaba ahogada en el río.

## Argumento
La acción transcurre en Viena, en medio de la Primera Guerra Mundial, y termina en marzo de 1920. Nacida en abril de 1900, la joven taquígrafa Fini trabaja en la oficina del doctor Finkelstein. Le viene la regla el mismo día en que ha extraviado unas cartas que tenía que entregar. Vive con su madre y dos hermanos mientras el padre está en la guerra. La despiden, pero encuentra otro trabajo. Su padre regresa del campo de batalla, después de resultar herido por una granada, había perdido oído y todos los días iba, cojeando, hasta el hospital. 
Fini se relaciona con Ernst, un pintor. Luego con un violinista llamado Ludwig, que ya había hecho infeliz a Tilly, su hermana mayor. Para cuando Fini se da cuenta de cómo es este hombre, avejentado, miope, olvidadizo, que respira trabajosamente, ya ha sido víctima de él. Ludwig le prometió casarse con ella, pero no lo hace.
Después de la guerra, Fini se enamora de Rabold, un revolucionario, pero después de estar juntos, él se va y no vuelve a verla. Eso sí, le manda dinero. Fini se despreocupada de todo, ya no come, ni nada le importa. Abandona la ciudad, llega al río y acabará cayendo al mismo y ahogándose. «Nadie supo que quiso ir al cielo y se cayó al agua».

## Estilo
Es un relato breve, en prosa, con expresiones poéticas, una prosa lírica. El título procede del fragmento que dice: «Pero quien, como nosotras, sale de una casa estrecha y crece en una habitación en la que cuelga un espejo ciego, durante toda su vida sigue siendo una persona pusilánime e insignificante».
Se encuentran expresiones como die geizige Petroleumlampe, traducido en España como «la sórdida lámpara de petróleo».
Hackert cita a Bronsen: Cuando en 1934 un admirador llamó a El espejo ciego un libro tierno y poético, Joseph Roth le contestó: Usted lo ha expresado bien.

## Edición en español
- Roth, Joseph (2015). El espejo ciego (Berta Vias Mahou, trad.). Cuadernos del Acantilado (16). Barcelona: Acantilado.

- Datos: Q1198401